# Анимализам
Анимализам је филозофска теорија о човековом идентитету по којој су људска бића у ствари животиње, и суштински се не разликују од осталих животиња. Са овом филозофском теоријом се данас слажу многи научници, тако да савремена биологија човека убраја у хоминиде, и ставља га у исту групу са горилама, шимпанзама и орангутанима.
Зачетником анимализма се може сматрати Чарлс Дарвин, који је супротно тадашњем увреженом мишљењу да само човек има разум, тврдио да и остале врсте имају разум, само што се он код њих развио у мањој мери или другачијем облику. Према Дарвину зачетак разума се може наћи чак и на самом дну лествице. Међутим Дарвин је такође уважио и утицај нагона на понашање човека.
У данашње време амерички филозоф Ерик Олсон је познат по заступању анимализма.
Током 90-их година анимализам је имао велики утицај на психологију у погледу човековог идентитета.

## Протагонисти и критичари
Концепт анимализма је углавном прихваћен у биологији, психологији, и идеологијама попут социјалдарвинизма.
Анимализму се углавном противи религија, креационизам али и многи социолози који тврде да је култура заправо оно што нас одваја од животиња.
Назив животиња за многе има пежоративан смисао и користи се као увреда, због традиционалног веровања да су животиње бића без разума и интелигенције, која само користе урођене инстикте и нагоне. Такође религиозне заједнице одбацују анимализам и теорију еволуције као деградирање човека који је створен према божијем лику, и као такав представља најсавршеније живо биће на планети.
„Потом рече Бог: Хајде да начинимо човека по свом образу и подобију, који ће бити господар од риба морских и од птица небеских, и од стоке, и од целе земље и од свих животиња што се мичу по земљи. И створи Бог човека по Свом сопственом образу, по образу Божијем створи га; мушко и женско створи их.” (Стари завет, Књига постања)
Са друге стране многи сматрају да традиционална веровања о човеку као супериорном и једином разумном бићу нису у складу са данашњим научним сазнањима, тако се наводи откриће да делфини имају свој језик преко кога се споразумевају, као и да дају имена једни другима, из чега је произведен закључак да имају свест о себи и другима. У зоолошком врту у Минстеру забележен је случај где је мајка горила сатима тужно држала своју угинулу бебу у руци, тако да се претпоставља да разуме концепт смрти, такође забележено је да слонови обилазе гробове угинулих слонова, као део посмртног ритуала.
У свету инсеката познато је да се неки мрави баве робовласништвом, тако што држе мраве раднике из противничке колоније као робове, али забележено је да поробљени мрави могу и да се побуне и врше саботаже.
Такође мрави се баве и узгојем биљних ваши, ради исхране.
Међу познате заступнике анимализма спада и британски биолог Ричард Докинс, који је у својој књизи „Себични ген” изјавио: „Филозофија и предмети познати као хуманистички се и даље предају безмало као да Дарвина никада није ни било”.

## Утицај на културу
Национална географија је снимила документарни серијал под називом Човеколики мајмун (енгл. Going Ape), у коме приказује како се људи свакодневно несвесно боре за територију, контролу, оданост и проналажење партнера. У серијалу се истражује теорија анимализма и њена примена на наш свакодневни живот.

## Напомена
Анимализам као филозофску теорију не треба мешати са анимализмом у религији, који означава обожавање животиње као божанства, или светог бића (пример поштовање краве у хиндуизму).